# Јара де Муреш (Муреш)
Јара де Муреш (рум. Iara de Mureș) насеље је у Румунији у округу Муреш у општини Горнешти. Oпштина се налази на надморској висини од 417 m.

## Становништво
Према подацима из 2002. године у насељу је живело 388 становника.

### Попис2002.
| Расподела становништва по националности 2002.‍ | Расподела становништва по националности 2002.‍ | Расподела становништва по националности 2002.‍ | Расподела становништва по националности 2002.‍ | Расподела становништва по националности 2002.‍ |
| --------------------------------------------- | --------------------------------------------- | --------------------------------------------- | --------------------------------------------- | --------------------------------------------- |
|                                               |                                               |                                               |                                               |                                               |
| Румуни                                        | Румуни                                        |                                               | 9                                             | 2,3%                                          |
| Мађари                                        | Мађари                                        |                                               | 367                                           | 94,6%                                         |
| Роми                                          | Роми                                          |                                               | 12                                            | 3,1%                                          |